# Peter Farrelly
Peter John Farrelly (Phoenixville, Pensilvania, 17 de diciembre de 1956) es un productor, director y guionista estadounidense.

## Carrera
Junto con su hermano Bobby formó el reconocido dúo de los hermanos Farrelly, famosos por dirigir y producir comedias estrafalarias y ligeramente ofensivas como Dumb and Dumber, Shallow Hal, Me, Myself and Irene, There's Something About Mary y la versión de 2007 de The Heartbreak Kid. Peter dirigió por su propia cuenta la película dramática de 2018 Green Book, la cual ganó el premio de la audiencia en el Festival Internacional de Cine de Toronto en 2018. Por su desempeño en la película ganó un Globo de Oro en la categoría de mejor guion y fue galardonado con  un Premio Óscar por mejor película y mejor guion original.

## Plano personal
Es hermano del productor, actor, escritor y director de cine Bobby Farrelly y de la actriz Cynthia Farrelly Gesner. Su cuñado es el actor Zen Gesner.

## Filmografía como productor
- I'm with Stupid (2007) (TV) (preproducción), productor ejecutivo
- National Lampoon's Bag Boy (2008) (posproducción), productor
- The Ringer (2005), productor
- Why Blitt? (2004) (TV), productor ejecutivo
- Stuck On You (2003), productor y director
- Ozzy y Drix (2002) (TV), productor ejecutivo
- Shallow Hal (2001), productor
- Osmosis Jones (2001), productor
- Say It Isn't So (2001), productor
- Me, Myself & Irene (2000), productor

## Filmografía como director
- Ricky Stanicky (2024)[4]
- The Greatest Beer Run Ever (2022)
- Green Book (2018)[5]
- Dumb and Dumber To (2014)
- The Three Stooges (2012)
- Hall Pass (2011)
- The Heartbreak Kid (2007)
- Fever Pitch (2005)
- Why Blitt? (2004) (TV)
- Stuck on You (2003)
- Shallow Hal (2001)
- Ozzy y Drix (2001)
- Osmosis Jones (2001)
- Me, Myself & Irene (2000)
- There's Something About Mary (1998)
- Behind the Zipper with Magda (1998)
- Kingpin (1996)
- Dumb & Dumber (1994)

## Premios y nominaciones
Premios Óscar
| Año  | Categoría      | Película   | Resultado |
| ---- | -------------- | ---------- | --------- |
| 2019 | Mejor película | Green Book | Ganador   |